# Europejskie Igrzyska Halowe w Lekkoatletyce 1967 – skok w dal mężczyzn
Skok w dal mężczyzn – jedna z konkurencji technicznych rozgrywanych podczas lekkoatletycznych europejskich igrzysk halowych w hali Sportovní hala w Pradze. Kwalifikacje zostały rozegrane 11 marca, a finał 12 marca 1967. Zwyciężył reprezentant Wielkiej Brytanii Lynn Davies. Tytułu zdobytego na poprzednich igrzyskach nie bronił Igor Ter-Owanesian ze Związku Radzieckiego.

## Rezultaty

### Kwalifikacje
W kwalifikacjach wzięło udział 11 skoczków.
Opracowano na podstawie materiału źródłowego.
| Poz. | Zawodnik         | Reprezentacja   | #1   | #2   | #3   | Rezultat | Uwagi |
| ---- | ---------------- | --------------- | ---- | ---- | ---- | -------- | ----- |
| 1.   | Lynn Davies      | Wielka Brytania | 7,72 | –    | –    | 7,72     | Q     |
| 2.   | Łeonid Barkowski | ZSRR            | 7,62 | 7,69 | –    | 7,69     | Q     |
| 3.   | Andrzej Stalmach | Polska          | 7,55 | 7,58 | 7,61 | 7,61     | Q     |
| 4.   | Miroslav Hutter  | Czechosłowacja  | 7,60 | x    | 7,52 | 7,60     | Q     |
| 5.   | Tõnu Lepik       | ZSRR            | 7,60 | x    | –    | 7,60     | Q     |
| 6.   | Milan Babić      | Jugosławia      | 7,14 | 7,38 | 7,51 | 7,51     | Q     |
| 7.   | Rajczo Conew     | Bułgaria        | 7,33 | 7,29 | 7,22 | 7,33     |       |
| 8.   | Ján Solčany      | Czechosłowacja  | 7,09 | 7,07 | 7,03 | 7,09     |       |
| 9.   | Jacinto Segura   | Hiszpania       | 5,15 | 7,08 | 6,85 | 7,08     |       |
| 10.  | Pierluigi Gatti  | Włochy          | x    | x    | 6,89 | 6,89     |       |
| –    | József Hossala   | Węgry           | x    | x    | x    | NM       |       |

### Finał
Opracowano na podstawie materiału źródłowego.
| Poz. | Zawodnik         | Reprezentacja   | Próby | Próby | Próby | Próby | Próby | Próby | Wynik |
| Poz. | Zawodnik         | Reprezentacja   | 1     | 2     | 3     | 4     | 5     | 6     | Wynik |
| ---- | ---------------- | --------------- | ----- | ----- | ----- | ----- | ----- | ----- | ----- |
| 01 ! | Lynn Davies      | Wielka Brytania | x     | x     | x     | 7,85  | x     | 6,52  | 7,85  |
| 02 ! | Łeonid Barkowski | ZSRR            | x     | x     | 7,85  | x     | x     | x     | 7,85  |
| 03 ! | Andrzej Stalmach | Polska          | 7,66  | x     | 7,74  | x     | 7,60  | 7,69  | 7,74  |
| 4.   | Tõnu Lepik       | ZSRR            | x     | x     | x     | 7,68  | x     | x     | 7,68  |
| 5.   | Milan Babić      | Jugosławia      | 7,29  | 7,26  | 7,40  | 7,47  | x     | 7,24  | 7,47  |
| 6.   | Miroslav Hutter  | Czechosłowacja  | x     | x     | 7,41  | 7,37  | 7,41  | x     | 7,41  |